# 克里斯·科克
克里斯·科克（Chris Kirk）是美國的一位職業高爾夫球運動員。他雖然出生在田納西州的諾克斯維爾，之後主要居住在喬治亞州伍德斯托克。他在喬治亞大學就讀期間開始參加高爾夫。2007年，他轉為職業選手。在2008-2010年期間，他參加全國巡迴賽的賽事。2011年，他開始參加PGA巡迴賽的賽事。他獲得過三個職業賽事的冠軍，其中有一個是PGA巡迴賽的冠軍。